# Tromelin
Tromelin (francouzsky Île Tromelin) je plochý ostrov v Indickém oceánu na 15°52′36″ j. š., 54°30′50″ v. d., 435 km východně od severního pobřeží Madagaskaru a 560 km severozápadně od Mauricia; obě zmíněné země vznášejí na Tromelin nároky.
Na ostrově nejsou přístavy ani kotviště a přístup z moře je obtížný. Je zde však 1000 m dlouhá přistávací dráha pro letadla. Tromelin je nízký, křovinami pokrytý pruh písku asi 1700 metrů dlouhý a 700 metrů široký, obklopený korálovými útesy. Je hnízdištěm mořských ptáků a želv.
Ostrov byl poprvé zaznamenán francouzským lodivodem v roce 1722. Pojmenován byl podle rytíře de Tromelina, kapitána francouzské válečné lodi La Dauphine, která připlula k ostrovu v roce 1776. Francie Tromelin obsadila v roce 1954.
U ostrova leží vrak francouzské lodi Utile, která v roce 1761 vezla otroky z Madagaskaru na Mauricius a najela na útesy u Tromelinu. Posádka se dostala na Mauricius ve člunu, ale asi 60 otroků nechala na pustém ostrově. O patnáct let později rytíř de Tromelin zachránil hrstku přeživších: sedm žen a osm měsíců staré dítě.
Tromelin má exkluzivní ekonomickou zónu 280 000 km² společnou s Réunionem. Na ostrově je meteorologická stanice, která vydává varování před cyklóny.
Ostrov je nárokovaný Mauricijem.